# Hyposoter nigrior
Hyposoter nigrior là một loài tò vò trong họ Ichneumonidae.